# Supergirl – Das Mädchen von den Sternen
Supergirl – Das Mädchen von den Sternen ist ein deutscher Fernsehfilm des WDR aus dem Jahr 1971 in der Regie von Rudolf Thome mit einem Drehbuch von Max Zihlmann. Er hat keine Verbindung zu der Comicfigur Supergirl. Die Musik stammt von der Schweizer Band Mainhorse Airlines.

## Handlung
Eine geheimnisvolle junge Frau namens Francesca Farnese taucht plötzlich an einer bayerischen Autobahn auf, nur mit einem orangefarbenen Overall bekleidet, und gibt an, nach Washington zu wollen. Der Playboy Charly nimmt sie zunächst mit an den Starnberger See, wo sie den Bestsellerautor Evers kennenlernt. Evers verlässt umgehend seine Frau und reist mit Francesca nach Spanien, um dort mit dem amerikanischen Filmproduzenten Polonsky über ein Projekt zu verhandeln.
Die mysteriöse Schönheit hinterlässt bei allen, die ihr begegnen, einen starken Eindruck. Sie behauptet gegen Ende des Films, vom dritten Planeten des Sterns Alpha Centauri zu kommen, und warnt vor einer bevorstehenden Invasion der Erde durch die Kriegspartei ihres Planeten. Kurze Zeit später verschwindet sie spurlos. Ob ihre Behauptung der Wahrheit entspricht, wird im Film nicht geklärt.

## Produktion
Supergirl – Das Mädchen von den Sternen ist der dritte Langfilm von Rudolf Thome und entstand 1970 im Auftrag des WDR. Gedreht wurde mit den damals noch jungen Nachwuchsschauspielern Iris Berben und Marquard Bohm in Bayern, Sète, Paris und Madrid. Rainer Werner Fassbinder, Klaus Lemke und Eddie Constantine haben Gastauftritte.
2013 wurde er mit Unterstützung der FFA und alleskino digital restauriert.

## Kritik
Das Lexikon des internationalen Films urteilte über „das eigenwillig-sympathische Frühwerk von Rudolf Thome“: Ein „unbeschwert-vertrackter (Fernseh-)Film, der betont „naiv“ mit filmischen Erzählformen und Klischees spielt. Getragen von einer nonchalanten, mitunter geradezu aufreizend unterspielten Lässigkeit, fasziniert der Film durch zeitgeistigen Flair, satte Farben und einen stets abwesend wirkenden und doch höchst präsenten Hauptdarsteller.“
filmfriend.at urteilt der WDR: Der Film, ist kein Parabelfilm, der sich eindeutig interpretieren lässt. Er ist unliterarisch und folgt ganz der Tradition des Kinos, wobei Regisseur Thome und Autor Zihlmann mit den typischen Elementen des Kinos umgehen, als seien diese Realitätspartikel. Das schillernde und künstliche Kinostück mit Science-Fiction-Touch erhebt einen Realitätsanspruch und integriert Vorstellungen, die zuvor als Phantasie abgetan wurden, in die Wirklichkeit. Diese Vorstellungen beeinflussen, obwohl sie trivial und falsch erscheinen mögen, dennoch unser Handeln.